# Ларионов, Семён Архипович
Семён Архипович Ларионов (1915—1984) — старший лейтенант Советской Армии, участник Великой Отечественной войны, Герой Советского Союза (1943).

## Биография
Семён Ларионов родился 1 апреля 1915 года в селе Черемшан (ныне — Черемшанский район Татарстана). После окончания неполной средней школы и курсов механизаторов работал трактористом. С 1934 года жил и работал в Джамбульской области Казахской ССР. В 1937—1939 годах проходил службу в Рабоче-крестьянской Красной Армии. Демобилизовавшись, учился в железнодорожном техникуме. В декабре 1941 года Ларионов повторно был призван в армию. С апреля 1942 года — на фронтах Великой Отечественной войны.
К октябрю 1943 года старший сержант Семён Ларионов командовал огневым взводом истребительно-противотанковой батареи 237-го стрелкового полка 69-й стрелковой дивизии 65-й армии Центрального фронта. Отличился во время битвы за Днепр. 16 октября 1943 года Ларионов в составе штурмовой группы переправился через Днепр в районе посёлка Радуль Репкинского района Черниговской области Украинской ССР и принял активное участие в боях за захват и удержание плацдарма на его западном берегу.
Указом Президиума Верховного Совета СССР от 30 октября 1943 года за «образцовое выполнение боевых заданий командования на фронте борьбы с немецкими захватчиками и проявленные при этом мужество и героизм» старший сержант Семён Ларионов был удостоен высокого звания Героя Советского Союза с вручением ордена Ленина и медали «Золотая Звезда» за номером 1650.
В 1944 году Ларионов окончил курсы младших лейтенантов. В 1946 году в звании старшего лейтенанта он был уволен в запас. Вернулся в Казахскую ССР. После окончания партшколы при ЦК КП Казахской ССР находился на партийных и хозяйственных должностях. Проживал в селе Мерке Меркенского района Джамбульской области. Умер 29 декабря 1984 года.
Был также награждён орденами Александра Невского и Отечественной войны 2-й степени, рядом медалей.